# Итыёган
Итыёган (устар. Иты-Ёган) — река в России, протекает по Ямало-Ненецкому АО. Устье реки находится в 27 км по правому берегу реки Симиёган. Длина реки составляет 53 км.
В 20,5 км от устья, по правому берегу реки впадает река Нимутохльма

## Данные водного реестра
По данным государственного водного реестра России относится к Нижнеобскому бассейновому округу, водохозяйственный участок реки — Надым. Речной бассейн реки — Надым.
Код объекта в государственном водном реестре — 15030000112115300047736.